# Gary Foster (musicus)
Gary Foster (Leavenworth, 25 mei 1936) is een Amerikaanse jazzmuzikant (altsaxofoon, fluit, klarinet).

## Carrière
De sterk door Lee Konitz beïnvloede Gary Foster beëindigde in 1961 zijn studie aan de Universiteit van Kansas en vestigde zich in de omgeving van Los Angeles, waar hij werkte in de Hollywood-studio's, bovendien als onderwijzer en in bigbands. Aan het eind van de jaren 1960 speelde hij met Warne Marsh bij Clare Fischer (te beluisteren op het album Thesaurus (1968)), speelde na een aflevering van alleen privé-sessies in Warne Marsh' kwartet, waarmee hij het opzienbarende album Ne Plus Ultra opnam. Tijdens de jaren 1970 speelde Foster bij de Toshiko Akiyoshi/Lew Tabackin Big Band (Insights, 1976), met Marty Paichs Dek-Tette en opnieuw met Clare Fischer. Tijdens de jaren 1980 werkte hij met Mel Tormé (Reunion, 1988) en Cal Tjader, tijdens de jaren 1990 bij Milt Jackson en als begeleidingsmuzikant bij Rosemary Clooney en Wesla Whitfield. Aandacht kreeg zijn duo-album Duo Series. Vol. 4 met Alan Broadbent (1993) bij Concord Jazz. In 1998 speelde hij in de bigband van Kyle Eastwood. Voor Revelation Records nam hij onder zijn eigen naam vier albums op (1968-1985), voorts ook bij Concord Jazz.
- Bibsys: 8071460
- Biblioteca Nacional de España: XX1741975
- Bibliothèque nationale de France: cb13931275f (data)
- Gemeinsame Normdatei: 13461397X
- International Standard Name Identifier: 0000 0001 1443 9151
- Library of Congress Control Number: n91111523
- MusicBrainz: 32d44439-8e82-46f7-978b-e4a16f501fdd
- Nationale Bibliotheek van Israël: 987007337145005171
- Nederlandse Thesaurus van Auteursnamen: 172164230
- Virtual International Authority File: 51878151
- WorldCat: E39PBJxMhwK94FmHxgfMdhkkXd